# Johnny Descolines
Johnny Descolines, né le 8 mai 1974 à Port-au-Prince, est un footballeur haïtien. Il évoluait au poste d'attaquant dans les années 2000.

## Biographie

### Carrière en club
Considéré comme l'un des meilleurs joueurs haïtiens des années 2000, Johnny Descolines porte les couleurs du Violette AC (champion en 1999) et du Roulado FC (champion en 2002-O et 2003-C). 
Il s'expatrie en 2004 au Salvador, à l'AD Isidro Metapán, où il ne reste qu'une saison, avant de revenir au Violette AC en 2005. Il raccroche les crampons le 17 décembre 2011 à l'occasion d'un jubilé célébré au stade Sylvio-Cator.

### Carrière en sélection
Johnny Descolines se distingue en 1999, à l'occasion du barrage de la Gold Cup 2000, en marquant trois buts – contre le Salvador (1-1), Cuba (victoire 1-0) et le Canada (défaite 1-2) – qui s'avèrent décisifs pour qualifier Haïti à la phase finale du tournoi en 2000 aux États-Unis. Il aura l'occasion de disputer une deuxième Gold Cup, toujours aux États-Unis, deux ans plus tard.
Il participe en 2004 aux éliminatoires de la Coupe du monde 2006 (3 matchs et 3 buts, tous marqués contre les Îles Turques-et-Caïques, le 18 février 2004), avant de jouer son dernier match international, le 13 février 2005, lors d'une rencontre amicale contre le Guatemala (défaite 1-2).
Buts en sélection
| Buts en sélection de Johnny Descolines | Buts en sélection de Johnny Descolines | Buts en sélection de Johnny Descolines      | Buts en sélection de Johnny Descolines | Buts en sélection de Johnny Descolines | Buts en sélection de Johnny Descolines | Buts en sélection de Johnny Descolines |
|                                        | Date                                   | Lieu                                        | Adversaire                             | Score                                  | Résultat                               | Compétition                            |
| -------------------------------------- | -------------------------------------- | ------------------------------------------- | -------------------------------------- | -------------------------------------- | -------------------------------------- | -------------------------------------- |
| 1.                                     | 6 octobre 1999                         | Memorial Coliseum, Los Angeles (États-Unis) | Salvador                               | 1-1                                    | 1-1                                    | Barrages Gold Cup 2000                 |
| 2.                                     | 8 octobre 1999                         | Memorial Coliseum, Los Angeles (États-Unis) | Cuba                                   | 0-1                                    | 0-1                                    | Barrages Gold Cup 2000                 |
| 3.                                     | 10 octobre 1999                        | Memorial Coliseum, Los Angeles (États-Unis) | Canada                                 | 2-1                                    | 2-1                                    | Barrages Gold Cup 2000                 |
| 4.                                     | 18 février 2004                        | Miami Orange Bowl, Miami (États-Unis)       | Îles Turques-et-Caïques                | 2-0                                    | 5-0                                    | Élim. Coupe du monde 2006              |
| 5.                                     | 18 février 2004                        | Miami Orange Bowl, Miami (États-Unis)       | Îles Turques-et-Caïques                | 3-0                                    | 5-0                                    | Élim. Coupe du monde 2006              |
| 6.                                     | 18 février 2004                        | Miami Orange Bowl, Miami (États-Unis)       | Îles Turques-et-Caïques                | 4-0                                    | 5-0                                    | Élim. Coupe du monde 2006              |
| 7.                                     | 12 mai 2004                            | Robertson Stadium, Houston (États-Unis)     | Salvador                               | 0-2                                    | 3-3                                    | Match amical                           |

## Palmarès

### En club
- Violette AC
  - Champion d'Haïti en 1999.

- Roulado FC
  - Champion d'Haïti en 2002 (ouverture) et 2003 (clôture).